# Accident d'un Antonov 24 en Hongrie
Le 19 janvier 2006, un Antonov An-24 de l'armée de l'air slovaque s’écrase dans le Nord-Est de la Hongrie sur la montagne de Borsó à Hejce, tuant 42 des 43 personnes à bord.

## Chronologie

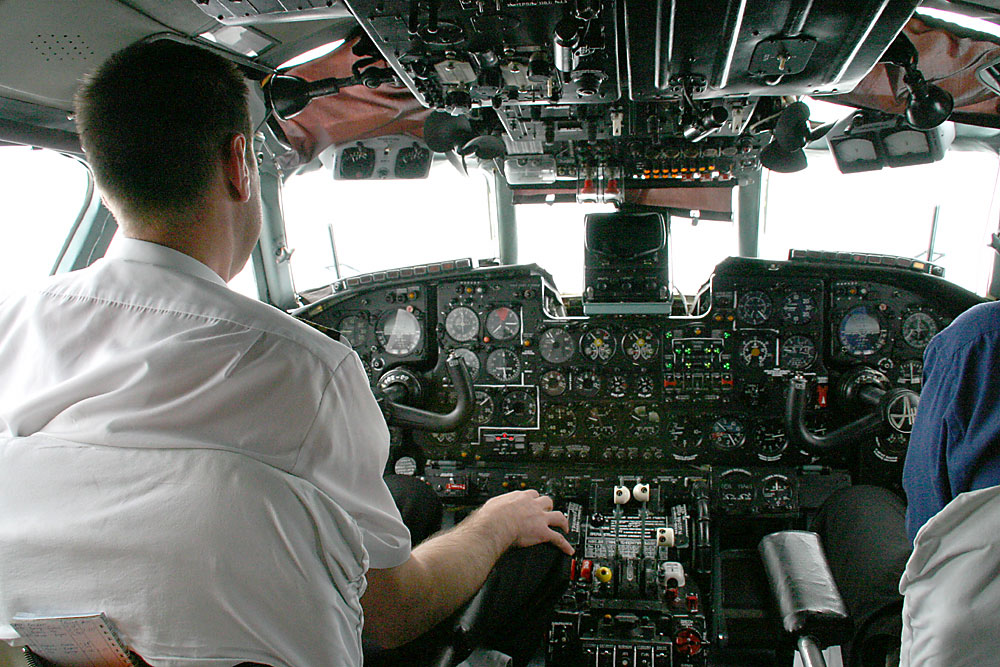
Cockpit d'un Antonov An-24.

Le 19 janvier 2006, un avion de transport militaire Antonov An-24 de l’armée de l'air slovaque assure le transport de militaires slovaques qui avaient terminé leur mission de maintien de la paix au Kosovo. À bord, essentiellement des soldats dont trois femmes, l'équipage ainsi qu’un ancien militaire. Quelques minutes avant l’atterrissage, l’équipage vole en visuel, après avoir refusé le guidage du contrôleur. Volant trop bas, l’appareil s’écrase contre la montagne de Borsó, dans la commune de Hejce, près de la frontière entre la Hongrie et la Slovaquie. Les efforts des secours sont compliqués par le caractère inaccessible du site et par le froid. Le gouvernement se réunit d’urgence. Le premier ministre slovaque, Mikuláš Dzurinda, donne une conférence de presse dans la nuit. Il s’agit de la plus importante catastrophe aérienne de la Slovaquie depuis son indépendance. Le 22 janvier 2006, à l’académie militaire de Liptovský Mikuláš, une messe œcuménique est célébrée. Le lendemain, à midi, démarre le deuil de 24 heures en Slovaquie, ainsi qu’une minute de silence au siège de l’OTAN, à Bruxelles. En début de soirée, une messe est donnée en mémoire des morts dans les cathédrales Saint Martin de Bratislava et Sainte Elisabeth de Košice. À la messe célébrée dans la capitale, sont présents le premier ministre slovaque, le ministre de la défense Juraj Liška, le président du parlement Pavol Hrušovský, ainsi que de représentants de l’OTAN et de l’Union européenne.
L’unique rescapé, dans une conférence de presse tenue le 25 janvier 2006, n’apporte aucune précision quant au crash, car il ne se rappelle que mal des instants précédant l’écrasement. Le lendemain 26 janvier, à 11 heures, ont lieu les funérailles des 42 morts de l’accident, dans le palais des sports de la ville de Prešov. Sont présents, le secrétaire général de l’OTAN, le président de la république slovaque, le président de la Hongrie, l’ambassadeur de l’ONU pour le Kosovo, le président du parlement slovaque, le chef d’état major de l’armée slovaque, le secrétaire d’état à la défense de la Pologne. L’éloge funèbre est prononcée par le ministre slovaque de la défense, Juraj Liska, et le secrétaire général de l’OTAN, Japp de Hoop Sheffer.
Le 27 janvier 2006, le rescapé rentre chez lui. Le 31 janvier 2006, la presse signale que l’avion ne disposait pas du GPWS, système d’alerte de proximité du sol, qui aurait pu éviter l’accident. En 2004, le ministère de la Défense avait envisagé d’en équiper les appareils militaires, puis a renoncé, estimant que l’équipement présent était suffisant pour assurer la sécurité des vols. Ce même jour, le président Gasparovic, le premier ministre Dzurinda et le chef des forces armées Lubomir Bulik se réunissent. La même journée, Martin Fedor est nommé ministre de la défense, à la suite de la démission de son prédécesseur, Juraj Liska. Le 2 février 2006, le ministre de la défense présente le résultat de l’enquête au gouvernement. Les investigations concluent à une erreur humaine, le pilote ayant mal jugé de la configuration du terrain. Toutefois, le rapport indique que la cause exacte de l’écrasement n’est pas connue.

## L'avion
L'appareil impliqué dans l'accident est un Antonov An-24B fabriqué en 1969 immatriculé 5605. Il devait être retiré de la circulation en 2006

## Causes de l’accident
L’enquête a conclu que l’écrasement était dû à une erreur humaine. Le pilote aurait effectué une descente trop rapide au lieu de voler à plus de 1 000 pieds au-dessus de la montagne. Pilotant en visuel sans le guidage d’un contrôleur aérien, il aurait mal évalué la configuration du terrain tout en déviant de sa trajectoire de trois kilomètres. L’avion aurait alors heurté une montagne. Mais le 10 février 2006, Jozef Pivarci, procureur général militaire reste prudent : « C’est toujours du 50-50. Je ne permettrai pas qu’une alternative en bascule une autre. Rien n’est prouvé. Jusqu’à présent, personne n’a répondu à la question, pourquoi l’avion est descendu si bas ? » Toutefois l'enquête se termine en mai 2006 en concluant qu'il s'agissait d'une erreur humaine.

## Bilan
Le bilan s'établit comme suit :
- Passagers : 34 morts sur les 35 passagers.
- Équipage : 8 morts sur les 8 membres d'équipage.
- L'avion est entièrement détruit.

Nom des victimes : Michal Agent, Igor Angelovič, Ján Balog, Ľuboš Balucha, Ľuboš Belák, Jozef Bigas, Peter Cogan, Vlastimil Čepičan, Pavol Čigaš, Marián Fábry, Alexander Gaál, Bronislava Gregorovičová, Daniel Gumenický, Martin Haber, Ján Hejduk, Marián Illéš, Štefan Ivan, Adriana Joppová, Tomáš Kardoš, Ondrej Keszi, Marek Kičinko, Peter Komora, Peter Kotvan, Peter Krištan, Norbert Kumančík, Róbert Letko, Karol Malatin, Ľuboš Martinček, Miroslav Novák, Rastislav Novák, Dominik Ocelka, Ľudovít Orlický, Peter Orlovský, Dušan Paľúch, Jana Peštová, Igor Scigeľ, Róbert Soľava, Vladimír Sopúch, Michal Štang, Róbert Tulipán, Tomáš Žipaj, Juraj Žubor

## Indemnisations
Les familles des personnes mortes dans l’accident devraient recevoir 67 millions de couronnes slovaques, soit 1,8 million d’euros.